# Topher Grace
Christopher John „Topher” Grace (ur. 12 lipca 1978 w Nowym Jorku) – amerykański aktor i producent filmowy, znany przede wszystkim z roli Erica Formana w serialu Różowe lata siedemdziesiąte.

## Życiorys

### Wczesne lata
Jego matka Pat, pracowała jako recepcjonistka w New Canaan Country School w New Canaan, w stanie Connecticut. Dorastał w Darien, w stanie Connecticut, gdzie uczęszczał do Darien High School. Przez dwa lata chodził do szkoły w Massachusetts, gdzie występował w musicalu Józef i cudowny płaszcz snów w technikolorze (Joseph and the Amazing Technicolored Dreamcoat) i przedstawieniach – Piraci z Penzance (The Pirates of Penzance) i Zabawna rzecz zdarzyła się po drodze na forum (A Funny Thing Happened on the Way to the Forum) jako Pseudolus. Nie lubił swojego szkolnego przezwiska „Chris” (skrót od jego pierwszego imienia Christopher), więc zmienił na końcówkę „Topher”. Po ukończeniu Brewster Academy w Wolfeboro w stanie New Hampshire i Groundlings Improvisation School w Los Angeles, przez rok uczęszczał na Uniwersytet Stanu Południowej Kalifornii.

### Kariera
Mając 20 lat zabłysnął na małym ekranie u boku Ashtona Kutchera, Mili Kunis i Danny’ego Mastersona w sitcomie Różowe lata siedemdziesiąte (That ’70s Show, 1998–2006) jako Eric Forman.
Jego kinowym debiutem był nagrodzony czterema Oscarami dramat kryminalny Stevena Soderbergha Traffic (2000) z Michaelem Douglasem i Benicio del Toro. A za swoją debiutancką rolę Setha Abrahmsa odebrał w Los Angeles nagrodę dla Młodych w Hollywood.
W melodramacie Uśmiech Mony Lizy (Mona Lisa Smile, 2003) pojawił się u boku Julii Roberts. W komedii romantycznej Wygraj randkę (Win a Date with Tad Hamilton!, 2004) zagrał postać Pete’a Monasha, szefa, wieloletniego przyjaciela i cichego wielbiciela Rosalee, a partnerowali mu – Kate Bosworth i Josh Duhamel. Rola młodego przełożonego byłego szefa działu reklamy jednego z największych magazynów (w tej roli Dennis Quaid), od którego po siedmiu miesiącach małżeństwa odchodzi żona, a wizja promocji opiera się na kontaktach z klientem wyłącznie za pomocą telefonów komórkowych w komedii W doborowym towarzystwie (In Good Company, 2004) przyniosła mu w Nowym Jorku nagrodę National Board of Review. W trzeciej części ekranizacji przygód Spider-Mana – człowieka pająka – Spider-Man 3 (2007) wcielił się w rolę Venoma, jednego z przeciwników tytułowego bohatera.
W 2012 roku wystąpił na nowojorskiej scenie Second Stage Theatre w sztuce Samotna, nie jestem (Lonely, I’m Not) jako portier.

## Filmografia

### Filmy fabularne
- 2000: Traffic jako Seth Abrahms
- 2001: Ocean’s Eleven: Ryzykowna gra (Ocean’s Eleven) – w roli samego siebie
- 2002: Pinokio (Pinocchio) jako Leonardo
- 2003: Uśmiech Mony Lizy (Mona Lisa Smile) jako Tommy Donegal
- 2004: P.S. jako F. Scott Feinstadt
- 2004: Ocean’s Twelve: Dogrywka (Ocean’s Twelve) – w roli samego siebie
- 2004: W doborowym towarzystwie (In Good Company) jako Carter Duryea
- 2004: Wygraj randkę (Win a Date with Tad Hamilton!) jako Pete Monash
- 2007: Coxblocker jako William Cox
- 2007: Dzieciaki w Ameryce (Kids in America) jako Matt Franklin (także producent)
- 2007: The Crusaders jako Jack Greenberg
- 2007: Spider-Man 3 jako Eddie Brock/Venom
- 2008: W obliczu przeznaczenia (Personal Effects) jako Clay (głos)
- 2010: Predators jako Edwin
- 2010: Walentynki (Valentine’s Day) jako Jason Morris
- 2011: Szalona noc (Take Me Home Tonight) jako Matt Franklin (także producent)
- 2011: Druga twarz jako Ben Geary
- 2011: Zbyt wielcy, by upaść (Too Big to Fail, TV) jako Jim Wilkinson
- 2012: The Giant Mechanical Man jako Doug
- 2013: Wielkie wesele (The Big Wedding) jako Jared Griffin
- 2014: Don Peyote jako Glavin Culpepper
- 2014: Wezwanie (The Calling) jako Ben Wingate
- 2014: Interstellar jako Getty
- 2014: Rozegraj to na luzie (Playing It Cool) jako Scott
- 2015: American Ultra jako Agent Adrian Yates
- 2015: Niewygodna prawda (Truth) jako Mike Smith

### Seriale TV
- 1998–2006: Różowe lata siedemdziesiąte (That ’70s Show) jako Eric Forman
- 2002: Co nowego u Scooby’ego? (What’s New Scooby Doo?) jako Strażnik 1 (głos)
- 2003: Bobby kontra wapniaki (King of the Hill) jako Chris
- 2005: Saturday Night Live jako gospodarz
- 2005: Stella jako Older Kevin
- 2005: Robot Chicken jako Eric Forman (głos)
- 2008: Simpsonowie (The Simpsons) jako Donny (głos)
- 2012: Comedy Bang! Bang! jako Cameraman
- 2012: The Beauty Inside jako Alex
- 2015: Muppety (The Muppets) jako gość
- 2015: Drunk History jako Milton Bradley

### Gry komputerowe
- 2007: Spider-Man 3: The Game jako Eddie Brock/Venom (głos)